# Persone di cognome Farnese
| Questa pagina contiene informazioni ricavate automaticamente dalle voci biografiche con l'ausilio del template Bio e di un bot. L'aggiornamento è periodico e automatico e ricostruisce completamente la pagina. Se manca una persona in questa lista, sei pregato di non aggiungerla, ma accertati piuttosto che la sua voce biografica contenga il template Bio e che i dati anagrafici siano correttamente compilati. Se il template Bio manca, inseriscilo tu stesso o, in alternativa, metti l'avviso {{tmp\|Bio}} che ne segnala la mancanza. Se i dati riportati sono sbagliati, correggi direttamente la voce biografica; le modifiche saranno visibili in questa lista entro pochi giorni. Per chiarimenti vedi il progetto biografie. La lista contiene solo le 49 persone che sono citate nell'enciclopedia e per le quali è stato implementato correttamente il template Bio. Pagina aggiornata al 3 nov 2022. |

Questa è una lista di persone presenti nell'enciclopedia che hanno il cognome Farnese, suddivise per attività principale.

## Attori(2)
- Alberto Farnese, attore italiano (Palombara Sabina, n.1926 - Roma, † 1996)
- Tatiana Farnese, attrice italiana (Roma, n.1924 - Roma, † 2022)

## Cardinali(4)
- Francesco Maria Farnese, cardinale italiano (Parma, n.1619 - Parma, † 1647)
- Girolamo Farnese, cardinale italiano (Latera, n.1599 - Roma, † 1668)
- Odoardo Farnese, cardinale italiano (Roma, n.1573 - Parma, † 1626)
- Ranuccio Farnese, cardinale italiano (Valentano, n.1530 - Parma, † 1565)

## Condottieri(7)
- Galeazzo Farnese, condottiero italiano († 1529)
- Mario I Farnese, condottiero italiano (Latera - Roma, † 1619)
- Pier Luigi Farnese Seniore, condottiero italiano (n.1435 - † 1487)
- Pietro Farnese, condottiero italiano (San Miniato, † 1363)
- Pietro Farnese, condottiero italiano († 1415)
- Ranuccio Farnese il Vecchio, condottiero italiano (Ischia di Castro - Ischia di Castro, † 1450)
- Ranuccio Farnese, condottiero italiano (n.1456 - Fornovo, † 1495)

## Generali(2)
- Alessandro Farnese, generale italiano (Roma, n.1545 - Arras, † 1592)
- Alessandro Farnese, generale spagnolo (Parma, n.1635 - Madrid, † 1689)

## Monaci cristiani(1)
- Francesca Farnese, monaca cristiana e badessa italiana (Parma, n.1593 - Roma, † 1651)

## Nobili(15)
- Agnese Farnese, nobildonna italiana (Roma - Siena, † 1509)
- Antonio Farnese, nobile (Parma, n.1679 - Parma, † 1731)
- Clelia Farnese, nobildonna italiana (n.1556 - Roma, † 1613)
- Gabriele Francesco Farnese, nobile e militare italiano (Viterbo, † 1475)
- Maria Farnese, nobile (Parma, n.1615 - Sassuolo, † 1646)
- Odoardo I Farnese, duca (Parma, n.1612 - Piacenza, † 1646)
- Odoardo II Farnese, nobile (Colorno, n.1666 - Parma, † 1693)
- Ortensia Farnese, nobildonna italiana (Vignanello, † 1582)
- Ottavio Farnese, duca (Valentano, n.1524 - Piacenza, † 1586)
- Pier Luigi Farnese, nobile italiano (Roma, n.1503 - Piacenza, † 1547)
- Pietro Farnese, nobile italiano (Piacenza, n.1639 - Parma, † 1677)
- Ranuccio II Farnese, duca (Cortemaggiore, n.1630 - Parma, † 1694)
- Ranuccio I Farnese, nobile italiano (Parma, n.1569 - Parma, † 1622)
- Violante Farnese, nobildonna italiana († 1586)
- Vittoria Farnese, duchessa (Parma, n.1618 - Modena, † 1649)

## Patriarchi cattolici(1)
- Diofebo Farnese, patriarca cattolico italiano (Latera - Roma)

## Politici(1)
- Pietro Farnese, politico italiano

## Religiosi(1)
- Caterina Farnese, religiosa italiana (Piacenza, n.1637 - Parma, † 1684)

## Scrittori(1)
- Daniela Farnese, scrittrice e blogger italiana (Napoli, n.1978)

## Vescovi cattolici(3)
- Ferdinando Farnese, vescovo cattolico e diplomatico italiano (Latera, n.1543 - Latera, † 1606)
- Ferdinando Farnese, vescovo cattolico italiano
- Guido Farnese, vescovo cattolico italiano († 1328)

## Senza attività specificata(11)
- Costanza Farnese,  (Roma - Roma, † 1545)
- Elisabetta Farnese,  (Parma, n.1692 - Aranjuez, † 1766)
- Francesco Farnese,  (Parma, n.1678 - Piacenza, † 1727)
- Giulia Farnese,  (Capodimonte, n.1475 - Roma, † 1524)
- Margherita Farnese,  (Parma, n.1567 - Piacenza, † 1643)
- Margherita Maria Farnese,  (Parma, n.1664 - Colorno, † 1718)
- Orazio Farnese,  (Valentano, n.1532 - Hesdin, † 1553)
- Ottavio Farnese,  italiano (Parma, n.1598 - Parma, † 1643)
- Paolo Farnese,  (Roma, n.1504 - Roma, † 1512)
- Ranuccio Farnese,  (Roma, n.1509 - † 1529)
- Vittoria Farnese,  (Valentano, n.1521 - Urbino, † 1602)